# Bill Bright

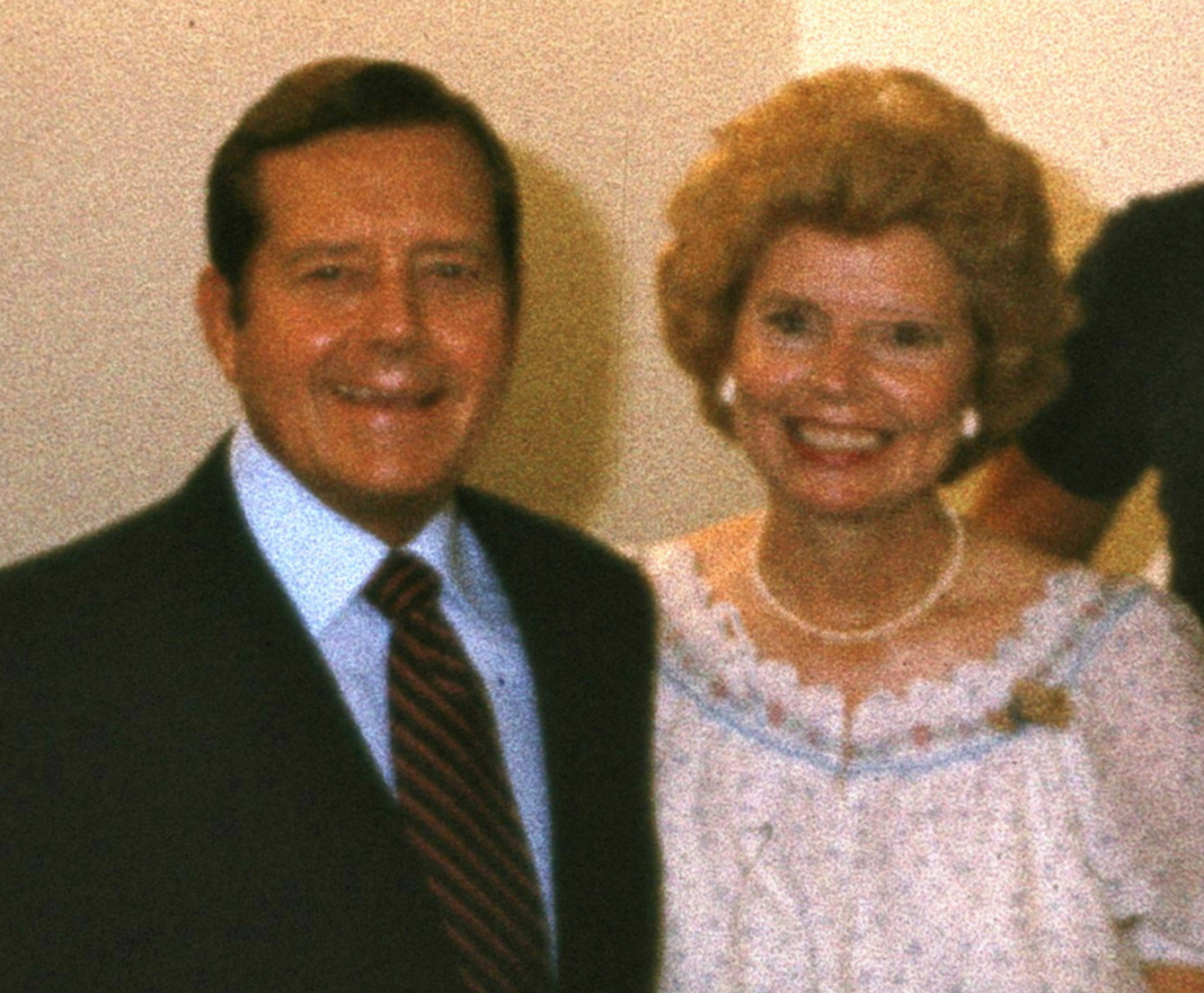
Bill e sua esposa, Vonette, em 1980.

William R. "Bill" Bright (19 de outubro de 1921 - 19 de julho de 2003) foi um evangelista estadunidense. Fundou a Campus Crusade for Christ (no Brasil é chamada de Cru Brasil, antes denominada Cruzada Estudantil e Profissional para Cristo), uma organização mundialmente conhecida. Escreveu vários livros e publicações, entre elas o folheto As quatro leis espirituais. Produziu o filme Jesus, em 1979.
Ganhador do Prêmio Templeton em 1997.

## Biografia
Nascido em uma família de Oklahoma, em 1921, se descrevia como "pagão feliz" durante sua juventude. Se formou em Economia pela Northeastern State University. Por volta dos vinte anos, mudou-se para Los Angeles (Califórnia), onde fundou uma empresa chamada Bright's California Confections.
Em 1945, enquanto frequentava a Primeira Igreja Presbiteriana de Hollywood, Bill Bright se converteu a Cristo. Ele, então, passou a se envolver com evangelização e ingressou no Seminário Teológico Fuller.
Próximo de concluir o seminário, enquanto estudava, teve uma experiência com Deus, na qual viu um movimento espiritual se espalhando por todos os países. Ele sabia que  aquilo era um chamado especial para seu envolvimento com a "Grande Comissão". Ele deveria começar com estudantes universitários, especialmente os líderes. O lema seria: "alcance a universidade hoje, alcance o mundo amanhã". Com o apoio de uma cadeia de oração de 24 horas e uma equipe de conselheiros ele e sua esposa, Vonette, iniciaram, em 1951, a Campus Crusade for Christ (Cru) compartilhando sua fé com estudantes da Universidade da Califórnia (UCLA). No ano seguinte, já haviam 250 convertidos ao evangelho no campus, incluindo o líder do grêmio, o diretor no jornal universitário e vários atletas. A partir daí o movimento começou a se espalhar por outras universidades e receber seus primeiros missionários. Durante as décadas seguintes, os Bright continuaram a trabalhar integralmente no ministério, que se expandiu para todo o mundo. Em 2011, a Cru já contava com mais de 25.000 missionários em 191 países.
Em 1965 Bill escreveu o folheto evangelístico “As quatro leis espirituais”, que já foi traduzido para mais de 200 idiomas e distribuído para mais de 2,5 bilhões de pessoas, tornando-se o livreto religioso mais amplamente distribuído da história . Ao longo de sua vida, ele escreveu outros livretos, artigos e mais de 100 livros que foram traduzidos para vários idiomas.
Em 1975, conjuntamente com Loren Cunningham (fundador do Jovens Com Uma Missão), diz ter recebido uma visão profética que se tornou uma estratégia de domínio da igreja sobre as principais áreas da sociedade (Família, Religião, Educação, Mídia, Entretenimento, Finanças e Governo), o Mandato dos Sete Montes.
Bill Bight idealizou diversas campanhas de evangelismo, treinamento e plantação de igrejas, algumas de alcance global, como a Já encontrei!, Explo 85 e Vida Nova 2000. Ele também idealizou o Filme Jesus, produzido em 1979 e que, atualmente, encontra-se traduzido em mais de 1600 idiomas .
Todo o seu ministério, desde o início,  teve forte ênfase em multiplicação espiritual – a ideia de que um convertido pode se tornar um evangelista e mestre de outros discípulos a fim de que estes façam o mesmo por outros. Isso explica a linguagem simples, prática e “transferível” de suas publicações e treinamentos. Bill Bright foi um dos maiores influenciadores na área do discipulado e multiplicação espiritual, influenciando, inclusive, direta ou indiretamente, a maioria dos modelos de igrejas em células atuais.
Em 1994, ele se sentiu chamado por Deus para um jejum de 40 dias, ingerindo somente líquidos. Neste jejum, ele teve uma forte impressão de Deus para conclamar 1000 pastores e líderes para fazerem o mesmo jejum em prol de um avivamento global. Como resultado, escreveu um livro chamado “The comming revival” e um livreto  intitulado “7 passos para jejuar e orar com sucesso”. Ele mesmo passou a fazer este jejum todos os anos até o final de sua vida. Ele é considerado, por conta disso, um dos grandes catalisadores do retorno da prática moderna do Jejum e oração na Igreja.
Em 2001, passou a presidência da Campus Crusade para Steve Douglass.
Ele faleceu em 19 de julho de 2003, vítima de fibrose pulmonar. Em uma carta escrita horas antes de falecer, declarou estar feliz por encontrar-se com o seu amado Salvador, a quem serviu por mais de 50 anos e que sentia-se realizado por ter cumprido o seu trabalho. Ele deixou esposa, dois filhos adotivos casados, ambos no ministério, e netos.  

## Prêmios e reconhecimentos
Ao longo de sua vida, ele ganhou cinco doutorados eméritos: dois em Teologia, um em Letras e dois em Direito.
Em 1996, recebeu o Prêmio Templeton de Progresso na Religião, de US $ 1,1 milhão – o qual ele doou para a promoção de jejum e da oração por um avivamento global.
Em 2000,recebeu o primeiro Lifetime Achievement Award pela Northeastern State University. No mesmo ano, Bill e sua esposa receberam o Lifetime Inspiration Award da Religious Heritage of America Foundation. Adicionalmente, ele recebeu o Lifetime Achievement Award, tanto da National Association of Evangelicals quanto da Evangelical Christian Publishers Association. Em 2002, o Dr. Bright foi incluído no National Religious Broadcasters Hall of Fame.